# Yucheon-dong
Yucheon-dong (koreanska: 유천동) är en stadsdel i staden Daejeon i den centrala delen av Sydkorea, 
140 km söder om huvudstaden Seoul.  Den ligger i stadsdistriktet Jung-gu.

## Indelning
Administrativt är Yucheon-dong indelat i:
| Namn    | Namn               | Yta km² | Invånare 31 dec 2020 |
| ------- | ------------------ | ------- | -------------------- |
| 유천1동 | Yucheon 1(il)-dong | 0,60    | 6 790                |
| 유천2동 | Yucheon 2(i)-dong  | 0,70    | 14 022               |